# David Cur
David Cur (hebrejsky דוד צור, narozen 15. července 1959, Istanbul) je izraelský politik a poslanec Knesetu za stranu ha-Tnu'a.

## Biografie
Bydlí ve městě Giv'atajim. Narodil se ovšem v Turecku a přistěhoval se do Izraele v roce 1965. Je vdovec, má tři děti. Před nástupem do parlamentu působil v letech 2004–2008 jako obvodní náčelník Izraelské policie a v témže období jako náčelník Izraelské hraniční policie. Po třiceti letech u policie pak odešel na několik let do soukromého sektoru. Měl poradenskou firmu, která se zaměřovala na sportovní akce. Od roku 1990 se znal s Cipi Livniovou, když se jako právnička podílela na akcích spojených s organizací JAMAM, ve které Cur působil. Díky tomu vyslyšel její přání coby předsedkyně nové politické strany ha-Tnu'a, aby se zapojil do politiky.
Ve volbách v roce 2013 byl zvolen do Knesetu za stranu Ha-Tnu'a. V rozhovoru po svém zvolení do Knesetu ohlásil, že se hodlá zaměřovat na sociální agendu. Zajímá ho situace kibuců a mošavů v Negevu a chce omezit byrokracii pro podnikání. Podpořil zapojení izraelských Arabů a ultraortodoxních Židů do Izraelské armády v rámci všeobecné vojenské povinnosti (z níž byli dosud vyjmuti). Podporuje mírová jednání s Palestinci a územní kompromis, na jehož konci by měl vzniknout palestinský stát.